# Темір Сарієв
Темір Сарієв (кирг. Темир Сариев нар. 17 червня 1963) — киргизький державний і політичний діяч. Заступник голови тимчасового уряду Киргизстану, міністр фінансів, голова політичної партії «Ак-Шумкар». Прем'єр-міністр Киргизької Республіки від травня 2015 року до квітня 2016 року.

## Кар'єра
Був кандидатом у президенти на виборах 2009 року, отримавши 157,005 (6,74 %) голосів. Сарієв є кандидатом у президенти на виборах 2017 року
Після Квітневого перевороту 8 квітня 2010 року призначений заступником голови тимчасового уряду, міністр фінансів.
У парламентських виборах, що проходили 10 жовтня 2010 року, його партія набрала менше трьох відсотків голосів і не змогла пройти в Жогорку Кенеш.
2 травня 2015 року був призначений прем'єр-міністром Киргизстану .
11 квітня 2016 року, на позачерговому засіданні уряду прем'єр-міністр Темір Сарієв оголосив про те, що йде у відставку. Відставці Сарієва передував скандал, пов'язаний з тендером по реконструкції автодороги. Міністр транспорту і комунікацій звинуватив в порушеннях свого заступника і оточення прем'єр-міністра. Тимчасова парламентська комісія вирішила запропонувати Жогорку Кенеш висловити кабміну вотум недовіри